# Hips Don't Lie
"Hips Don't Lie" é uma canção gravada pela cantora e compositora colombiana Shakira, para o segundo álbum de estúdio em inglês, Oral Fixation Vol. 2, sendo o seu sétimo de originais. Conta com a participação do rapper Wyclef Jean e foi escrita pelos intérpretes juntamente com Jerry Duplessis e LaTravia Parker, sendo produzida pelos três primeiros. O single é uma versão modificada de "Dance Like This", canção de Wyclef Jean com a participação de Claudette Ortiz lançada em 2004 como parte da trilha sonora do filme Dirty Dancing 2 - Noites de Havana. A gravação de "Hips Don't Lie" decorreu em finais de 2005, logo após o lançamento de Oral Fixation Vol. 2, nos estúdios The Hit Factory (Nova Iorque, Estados Unidos), Olympic Studios (Londres, Inglaterra) e Pacifique Studios (Hollywood, Califórnia), sendo incluída como faixa bônus em uma reedição do mesmo. Derivada do pop latino com o worldbeat, possui fortes influências de estilo reggaeton combinado a salsa e cúmbia. Musicalmente, de acordo com Shakira, fala sobre o poder da sedução de uma mulher através da dança. Descrita como a canção assinatura de Shakira, foi lançada como o segundo foco da promoção do álbum em 28 de fevereiro de 2006, através da editora discográfica Epic Records, sendo disponibilizada digitalmente apenas em 27 de maio na iTunes Store.
A faixa recebeu análises bastante positivas da crítica contemporânea especialista após o seu lançamento, que elogiou o seu ritmo dançante, bem como a mistura de estilos caribenhos, americanos e africanos na canção. Outros, compararam-na a trabalhos de Claudette Ortiz. O tema foi eleito "Single do Ano" pela rádio WHTZ e recebeu nomeações a várias premiações ao redor do mundo, como BMI Awards, People's Choice Award e MTV Video Music Award. Comercialmente, o tema obteve um sucesso global, tendo atingido o primeiro lugar em 55 países, inclusive na Austrália, na Alemanha, na França, na Nova Zelândia, no Reino Unido e no Canadá, e sido o mais vendido do mundo em 2006. Nos Estados Unidos, tornou-se o primeiro desde o início da carreira da artista, em 1996, a atingir o posto máximo da Billboard Hot 100 — convertendo-a na única sul americana a atingir tal colocação. Além disso, estabeleceu-se como o mais executado nas rádios locais em apenas sete dias, com mais de nove mil e seiscentas execuções, e como o mais bem-vendido em uma semana no país, com mais de 266 mil cópias, fazendo de Shakira a primeira intérprete na história a ultrapassar as 250 mil unidades. Até 2014, o single havia vendido mais de 5.500 milhões de unidades digitais e ringtones em território norte-americano e mais de dez milhões de cópias mundialmente, tornando-se um dos mais vendidos do mundo.
O vídeo musical acompanhante foi dirigido pela cineasta britânica Sophie Muller e gravado no início de 2006, em Los Angeles, Califórnia, estreando em 8 de março de 2006, através do site Yahoo! Music. Sem contexto aparente, a trama se passa em uma espécie de arena, onde Shakira e Wyclef Jean cantam e dançam a música, com cenas alternadas entre os dois. Uma outra versão, em que os fãs da cantora dançavam o tema, foi lançada no mesmo dia que a original pelo mesmo serviço. O teledisco recebeu críticas positivas, dando revelo aos movimentos de dança da cantora. "Hips Don't Lie" recebeu várias interpretações ao vivo como parte da sua divulgação, inclusive durante a 49.ª edição dos Grammy Awards, e fez parte do alinhamento da digressão mundial Oral Fixation Tour (2006), onde era interpretado ao lado de Wyclef Jean, que participara dos shows apenas para apresentar a canção.

## Antecedentes e lançamento

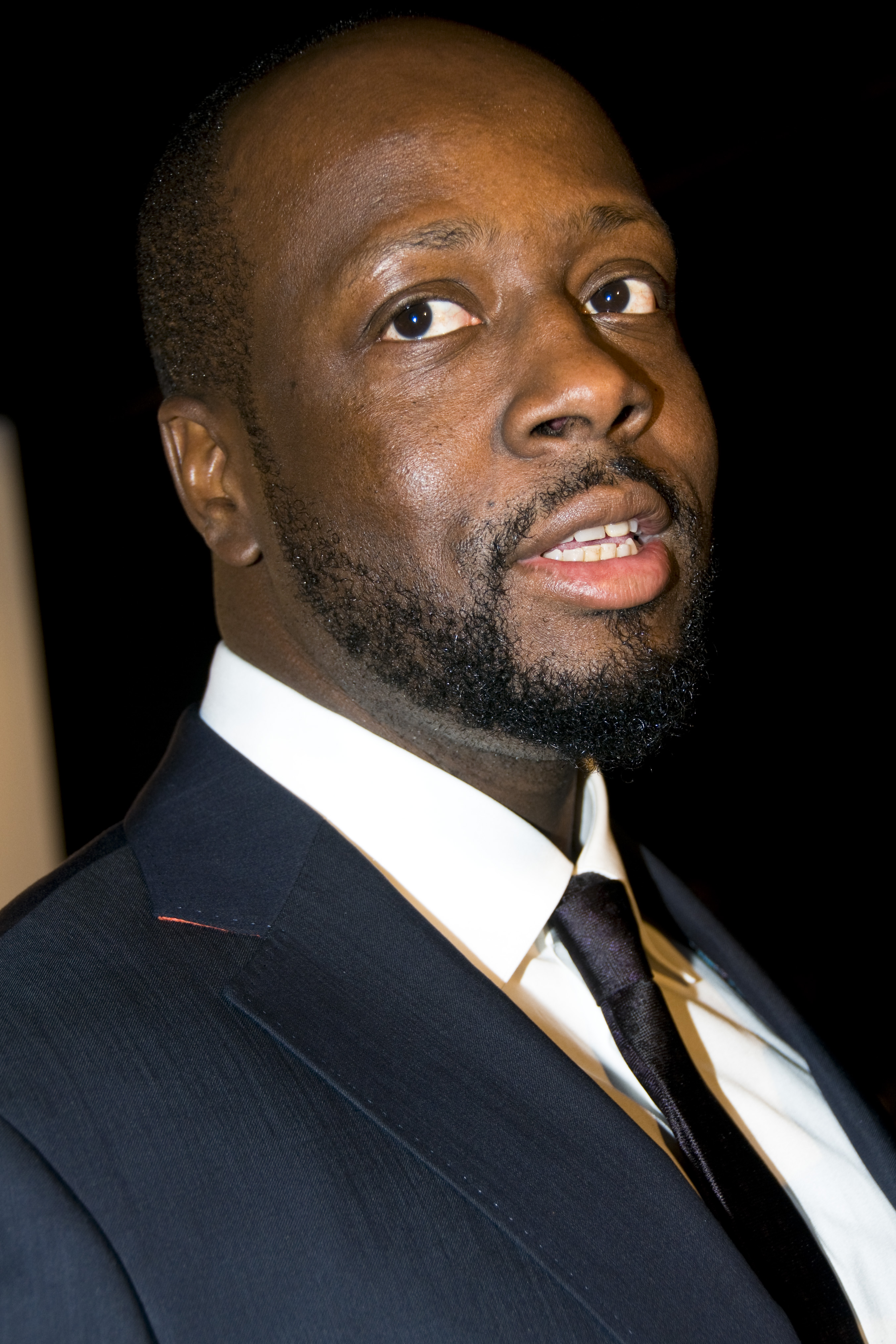
Em 2005, Wyclef Jean foi convidado a colaborar com a cantora em "Hips Don't Lie", que foi lançada em uma reedição do sexto álbum de Shakira

Em 2005, Shakira lançou o seu quinto álbum de estúdio em língua espanhola, Fijación oral vol. 1, que estreou na quarta posição da Billboard 200, dos Estados Unidos, com 157 mil cópias vendidas, estabelecendo-se como o mais bem-vendido do idioma em apenas uma semana no país — recorde este que ainda pertence à cantora. Em novembro do mesmo ano, a intérprete lançou uma segunda edição do álbum, intitulada Oral Fixation Vol. 2, em língua inglesa. Este alcançou o quinto posto da tabela norte-americana, com vendas de 128 mil unidades. Contudo, devido às baixas vendas do mesmo após o seu lançamento, em uma tentativa de recuperá-las, a editora discográfica de Shakira convidou Wyclef Jean a colaborar com ela em alguma canção.
A composição surgiu de uma frase comumente usada por Shakira no estúdio: "E aí, vocês estão vendo meus quadris mexendo? Não? Então não está funcionando. Meus quadris não mentem". A cantora concluiu o processo de escrita de "Hips Don't Lie" ao lado de Jean, Jerry 'Wonder' Duplessis, Omar Alfano e LaTravia Parker e gravou-o em finais de 2005, sob a produção dos dois primeiros, nos estúdios The Hit Factory, em Nova Iorque, Estados Unidos, Olympic Studios, em Londres, Inglaterra, e Pacifique Studios, em Hollywood, Califórnia.
"Hips Don't Lie" foi enviado às rádios norte-americanas em 28 de fevereiro de 2006. A estratégia utilizada por Charlie Walk, presidente da Epic Records, era popularizar a canção nas ondas de rádios para aumentar as vendas do disco. O tema também foi promovido através do serviço Yahoo! Videos, onde o seu teledisco era transmitido, e pela empresa Verizon, a qual vendia o single exclusivamente por meio de serviço telefônico, ringtones e, ainda, o seu vídeo musical. Depois que Shakira terminou a gravação do seu vídeo musical, Jay Frank, chefe da programação musical do Yahoo! Music convidou os fãs da cantora a enviar vídeos seus, dançando o tema. A empresa compilou as gravações recebidas e lançou-a em seu site em 8 de março. O mesmo estreou na primeira posição dos mais visualizados, com mais de um milhão de visualizações em sua primeira semana. Antes disso, Oral Fixation Vol. 2 havia sido lançado em uma versão que não continha o single, sendo que a sua segunda parte foi lançada em março, com "Hips Don't Lie" incluso. Após a reedição ser liberada, o disco rapidamente saltou da 98.ª colocação para a sexta, com 81 mil cópias comercializadas. Quando a obra foi finalmente liberada em lojas digitais, como iTunes Store, em 27 de maio, as suas vendas logo aumentaram, o que a fez alcançar o topo das paradas dos Estados Unidos.

## Composição
"Hips Don't Lie" é uma canção derivada de estilo worldbeat e pop latino, que incorpora elementos de reggaeton. Misturando ritmos caribenhos, americanos e africanos em sua linha melódica, também aborda gêneros como salsa e cúmbia. A sua gravação decorreu em finais de 2005, nos estúdios The Hit Factory, em Nova Iorque, Estados Unidos, Olympic Studios, em Londres, Inglaterra, e Pacifique Studios, em Hollywood, Califórnia, sob a produção da própria intérprete, Wyclef Jean e Jerry 'Wonder' Duplessis. Escrita a partir de uma frase comumente usada por Shakira nos estúdios, "Hips Don't Lie" tem como temática lírica, de acordo com a própria, o poder da sedução de uma mulher através da dança.
| “ | O motivo de eu ter chamado esta canção assim é porque, quando estou no estúdio, eu sei quando uma música está pronta e pode ser retirada do forno, e é exatamente quando os meus quadris começam a mover-se. Quando o meu corpo reage fisicamente a uma música — se for uma música dançante — eu sei que a música foi feita. Então, eu costumava dizer aos meus músicos: 'Meus quadris não mentem! Eles estão se movendo? Eles não estão se movendo? Então, esta não está pronta'. Então, foi assim que eu elaborei a ideia da música. | ” |

A letra foi composta pelos próprios vocalistas, que contaram com o auxílio de Jerry 'Wonder' Duplessis, Omar Alfano e LaTravia Parker. A sua produção incorpora o trabalho de guitarras por Ramon Stagnaro e Wyclef Jean e trompete por Henry March. As suas primeiras linhas são baseados na canção "Dance Like This" (2004), de Wyclef Jean e Claudette Ortiz, da trilha-sonora do filme Dirty Dancing: Havana Nights, enquanto que a fanfarra inicial foi retirada de "Deja Vu (Uptown Baby)" (1998), do grupo Lord Tariq & Peter Gunz. Musicalmente, "Hips Don't Lie" foi comparado à canção "Amores Como El Nuestro" (1996), do porto-riquenho Jerry Rivera, devido ao uso dos trompetes em sua introdução e versos inicial e final, e aos trabalhos de Ortiz. De acordo com a partitura publicada pela Sony/ATV Music Publishing, a música foi escrita em compasso de tempo comum com um ritmo de cem batidas por minuto, em uma clave de si e fá maior e o vocal de Shakira varia entre as notas Lá♭3 e Lá♭5, com sequência básica de Si♭M-Mi♭M-Lá♭-FáM.

## Crítica profissional
| Críticas profissionais | Críticas profissionais |
| Avaliações da crítica  | Avaliações da crítica  |
| Fonte                  | Avaliação              |
| ---------------------- | ---------------------- |
| About.com              | [ 16 ]                 |
| Digital Spy            | (Positiva)             |

Após o seu lançamento, "Hips Don't Lie" foi recebido com críticas bastante positivas pelos profissionais especializados em música. No site britânico Digital Spy, por exemplo, David Balls descreveu-o como: "Uma dança do ventre desafiadora da gravidade". Além disso, em uma classificação feita por Robert Copsey, da mesma publicação, das melhores músicas de Shakira, "Hips Don't Lie" foi posicionado no número quatro; Copsey, em justificativa, afirmou: "Não é difícil ver porque este tornou-se o hino mundial oficial de dança do ventre e o maior sucesso de Shakira até à data, liderando as paradas praticamente em todo lugar, incluindo um período de cinco semanas no topo do Reino Unido".
Bill Lamb, editor do portal About.com, concedeu-lhe uma classificação de quatro estrelas e meia em uma escala de cinco, dizendo: "'Hips Don't Lie' é um ensopado multicultural de ritmos dançantes da África, América Latina e do Caribe. Os vocais rapeados de Wyclef Jean e o familiar sotaque espanhol de Shakira limam-no e deslizam na parte superior". Lamb ainda notou as semelhanças da canção aos trabalhos de Claudette Ortiz e Jerry Rivera, afirmando: "O original é cativante, mas a versão de Shakira é memorável". O editor ainda elogiou a inteligente interação vocal existente entre Wyclef Jean e Shakira, bem como a melodia memorável que se torna melhor depois de ser ouvida várias vezes. David Farrell, da portal PopMatters, também elogiou o tema, apelidando-o de: "Contagioso". Além disso, no final de 2006, a equipe da rádio WHTZ elegeu o single o melhor lançamento do ano.
Além da análise crítica, "Hips Don't Lie" obteve destaque em várias premiações ao redor do mundo. Em 2006, o single obteve o troféu de "Canção do Ano" no Los Premios MTV Latinoamérica. Além disso, conquistou as categorias "Canção Pop do Ano" no Billboard Latin Music Awards e "Canção Favorita" no People's Choice Awards. A obra também foi indicada à categoria "Melhor Colaboração com Vocais" na 49.ª edição dos Grammy Awards, mas veio a perder o galardão para "For Once In My Life" (2006) de Tony Bennett e Stevie Wonder.

## Divulgação

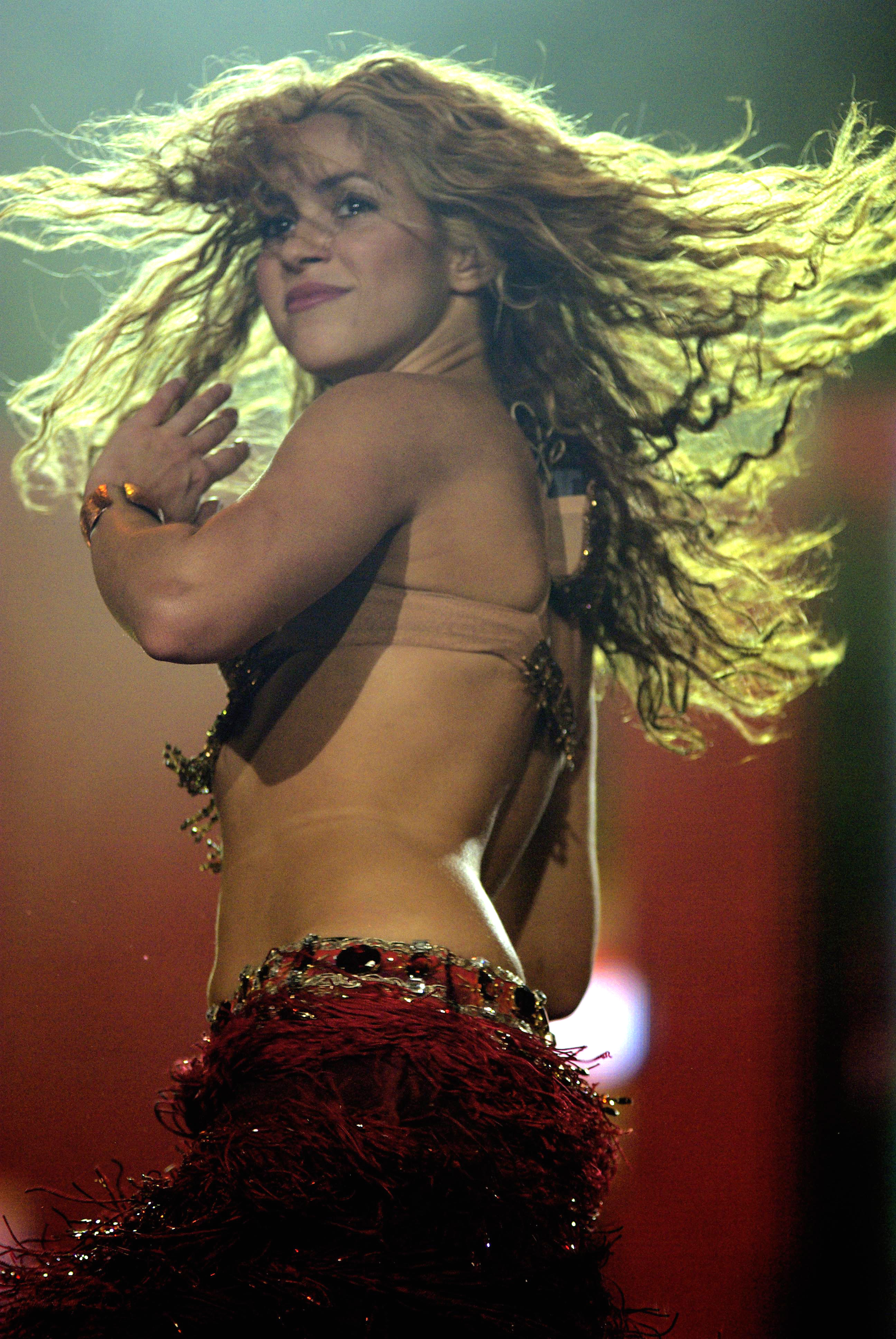
Shakira durante a Oral Fixation Tour, onde o tema era apresentado.

A divulgação de "Hips Don't Lie" iniciou-se no site oficial da cantora, onde foi divulgado que Oral Fixation Vol. 2 seria lançado com três faixas bônus, ainda em dezembro de 2005. Além disso, também foi disponibilizado o seu teledisco oficial para visualizações. Mais tarde, em fevereiro de 2006, a obra foi enviada às estações de rádios norte-americanas. Seguiu-se, então, a partir da liberação do seu vídeo musical nos sites da Yahoo! Videos e Verizon, que o comercializavam exclusivamente. O tema também poderia ser obtido através do site oficial de Shakira, vindo a ser lançado em 27 de maio nos Estados Unidos.
Em 8 de abril de 2006, antes mesmo de a obra ser liberada digitalmente, Shakira e Wyclef Jean apresentaram-na na competição musical norte-americana American Idol. Mais tarde, no dia 28 do mesmo mês, interpretaram-na no Billboard Latin Music Awards de 2006. Após lançar "Hips Don't Lie" oficialmente, Shakira e Wyclef Jean estiveram em vários programas de televisão apresentando a canção em forma de divulgação de Oral Fixation Vol. 2, como Live! with Kelly & Michael, The Ellen DeGeneres Show e The Early Show. O single também foi adicionado no repertório da digressão musical Oral Fixation Tour (2006) e apresentado no último episódio do programa musical britânico Top of the Pops, onde Jean juntou-se à plateia para cantar e dançar. Meses depois, em agosto, os artistas foram escalados para apresentar "Hips Don't Lie" na cerimônia MTV Video Music Awards de 2006.
A obra também foi interpretada na abertura da Copa do Mundo FIFA de 2006, para mais de quinhentos milhões de espectadores, bem como na sua final, em Berlim, na Alemanha, desta vez para um público estimado em setecentos milhões de pessoas. A faixa ainda constou na gravação do seu terceiro DVD, Oral Fixation Tour (2007). Shakira divulgou a faixa na 49.ª edição dos Grammy Awards, em 11 de fevereiro de 2007, no Staples Center em Los Angeles, Califórnia. Ela usou um bustiê metálico e uma saia dourada combinando. A performance contou com uma temática indiana e dançarinas de fundo. Analistas da revista InStyle elogiaram a apresentação da cantora e classificou-a como uma das vinte melhores do evento. O tema também foi interpretado, em 2011, na gravação do quarto álbum ao vivo da cantora, Live from Paris, e no programa The Today Show, em 2014, em conjunto com "Empire", segundo single do seu décimo álbum de estúdio, Shakira (2014).

## Vídeo musical

### Desenvolvimento e sinopse

Captura de tela da cena considerada a de maior destaque do vídeo, por enfatizar o corpo da cantora.

O vídeo musical da canção foi dirigido pela cineasta inglesa Sophie Muller e filmado em Los Angeles, Califórnia, sendo lançado através do site Yahoo! Music em 8 de março de 2006. O mesmo ainda esteve disponível para comercialização através de lojas como Verizon e iTunes Store, sendo lançado, neste último, apenas no dia 10 do mesmo mês. O teledisco também foi lançado em uma versão na qual os fãs estavam a dançar a canção, liberada também no site Yahoo! Music no mesmo dia que a sua versão original.
Sem contexto aparente, a trama, com uma duração superior a três minutos, começa com Shakira em um fundo escuro com trajes dourados e com as costas cobertas por lantejoulas, dançando a música, enquanto Wyclef e outros homens cantam os seus versos iniciais e olham para a cantora, disputando a sua atenção. Quando o ritmo da canção acelera, Shakira vira-se para eles e passa a dançar em um local diferente, mais iluminado e com roupas laranjas. A cena seguinte mostram-nos dentre cortinas cor de rosa. No segundo versículo, a intérprete está executando a canção sentada em uma cadeira e dançando. De seguida, mostra-a em uma espécie de arena, a dançar o tema com outras pessoas. O teledisco termina com Shakira no mesmo fundo em que estava inicialmente. A maioria dos trajes utilizados pelos participantes da gravação são característicos do Carnaval de Barranquilla, Colômbia, cidade natal da artista, dentre eles o vestido branco usado pela cantora na cena em que dança com outras mulheres ao fundo e as coloridas bandeiras.
A obra mostrou-se bastante popular dentre os internautas norte-americanos, tendo estreado na primeira posição dos mais pedidos do Yahoo! Music Radio com mais de um milhão de visualizações em sete dias. Também chegou à primeira posição dos mais pedidos no programa agora extinto da MTV, Total Request Live, e no AOL Music, da empresa America Online. Além disso, liderou as vendas no iTunes por várias semanas consecutivas.

### Análise da crítica
Após o seu lançamento, o material obteve aclamação por parte da mídia. Em agosto de 2006, recebeu sete indicações à cerimônia MTV Video Music Awards de 2006. Venceu a categoria "Melhor Coreografia", mas perdeu na Escolha da Audiência para "Dance, Dance" (2005) de Fall Out Boy. O tema também veio a ser indicado à categoria feminina, perdendo o troféu para "Because of You" (2005) de Kelly Clarkson. Também concorreu à "Melhor Vídeo de Dança" e "Melhor Direção de Arte", levados por "Buttons"(2006), do grupo Pussycat Dolls, e "Dani California" (2006), da banda Red Hot Chili Peppers, respectivamente. Ainda recebeu indicações para "Vídeo do Ano" e "Melhor Vídeo Pop", sendo derrotado em ambos.
Bill Lamb, editor do portal About.com, posicionou o vídeo no número nove em sua lista dos "Melhores Vídeos Musicais de 2006", chamando-o de: "Jovial e sexy". Na página The Richest, Mandy Morrow colocou-o na 18.ª posição em sua lista dos "Vídeos Mais sexys de Sempre", alegando: "Todas as quatro mudanças de roupa destacaram a cintura esbelta da cantora e quadris curvilíneos que se pavoneavam com a batida. Mas o visual mais cativante foi provavelmente as suas costas nuas, cobertas apenas por lantejoulas douradas — juntamente com uma simples saia dourada —, que destacou o seu corpo enquanto o seu ventre dançava. Os movimentos sexys de Shakira foram invejáveis para dizer o mínimo — tantas pessoas procuram imitá-la e ficar como ela, e não podemos culpá-las". No catálogo de mesmo título da revista Nerve, Brian Fairbanks colocou a produção na décima posição, alegando: "Este vídeo nos faz querer mudar para a América do Sul, para podermos estar entre pessoas que dancem assim, vistam-se assim e festejem o tempo todo".

## Faixas e versões
"Hips Don't Lie" foi lançada através de download digital em lojas como Amazon.com e iTunes, e em formato físico. Na América Latina, a música foi relançada em uma vertente em castelhano, sob o título de "Será, Será". Também foi disponibilizado em uma versão com ritmos bem diferentes da original, escrita especialmente para Shakira cantá-la antes do jogo final da Copa do Mundo FIFA de 2006 em Berlim, na Alemanha, ambas inclusas em um maxi single lançado no Reino Unido.
| CD single do Reino Unido |                                          |         |  |
| N.º                      | Título                                   | Duração |  |
| 1.                       | "Hips Don't Lie" (Com Wyclef Jean)       | 3:41    |  |
| 2.                       | "Dreams for Plans"                       | 4:02    |  |
| 3.                       | "Hips Don't Lie" (Wyclef's Mix show Mix) | 4:09    |  |

| Maxi single do Reino Unido e Irlanda |                                                           |         |  |
| N.º                                  | Título                                                    | Duração |  |
| 1.                                   | "Hips Don't Lie" (Com Wyclef Jean)                        | 3:41    |  |
| 2.                                   | "Hips Don't Lie"" (Wyclef Remix)                          | 3:59    |  |
| 3.                                   | "Hips Don't Lie" (Wyclef's Mix show Mix)                  | 4:09    |  |
| 4.                                   | "Hips Don't Lie" (Wyclef Remix Instrumental)              | 3:57    |  |
| 5.                                   | "Hips Don't Lie" (Bamboo 2006 FIFA World Cup Version)     | 3:24    |  |
| 6.                                   | "Será, Será (Las Caderas No Mienten)" (Versão castelhana) | 3:35    |  |

| Download digital |                  |         |  |
| N.º              | Título           | Duração |  |
| 1.               | "Hips Don't Lie" | 3:41    |  |

## Créditos
Lista-se abaixo os profissionais envolvidos na elaboração de "Hips Don't Lie":
| - Olgi Chirino: arranjos musicais - Henry March: clarinete - Felipe Alvarez, Gustavo Celis, Serge "Sergical" Tsai: engenharia de áudio - Doug Rotwitt, Julian Vasquez, Mike Desalvo: assistente de engenharia - Rick Rubin: produção executiva - Ramon Stagnaro, Wyclef Jean: guitarra | - Kris Solem: masterização de áudio - Serge "Sergical" Tsai: mixagem - Archi Pena, Daniel Ferrer, Hermidez Benitez, Hernando I Ortega, Morist JR Jiminez, Richard Bravo, Roberto Cuao: percussão - Gustavo Celis, Jerry "Wonda" Duplessis, Wyclef Jean: programação musical - Shakira, Wyclef Jean, Jerry 'Wonder' Duplessis: produção |

## Desempenho comercial

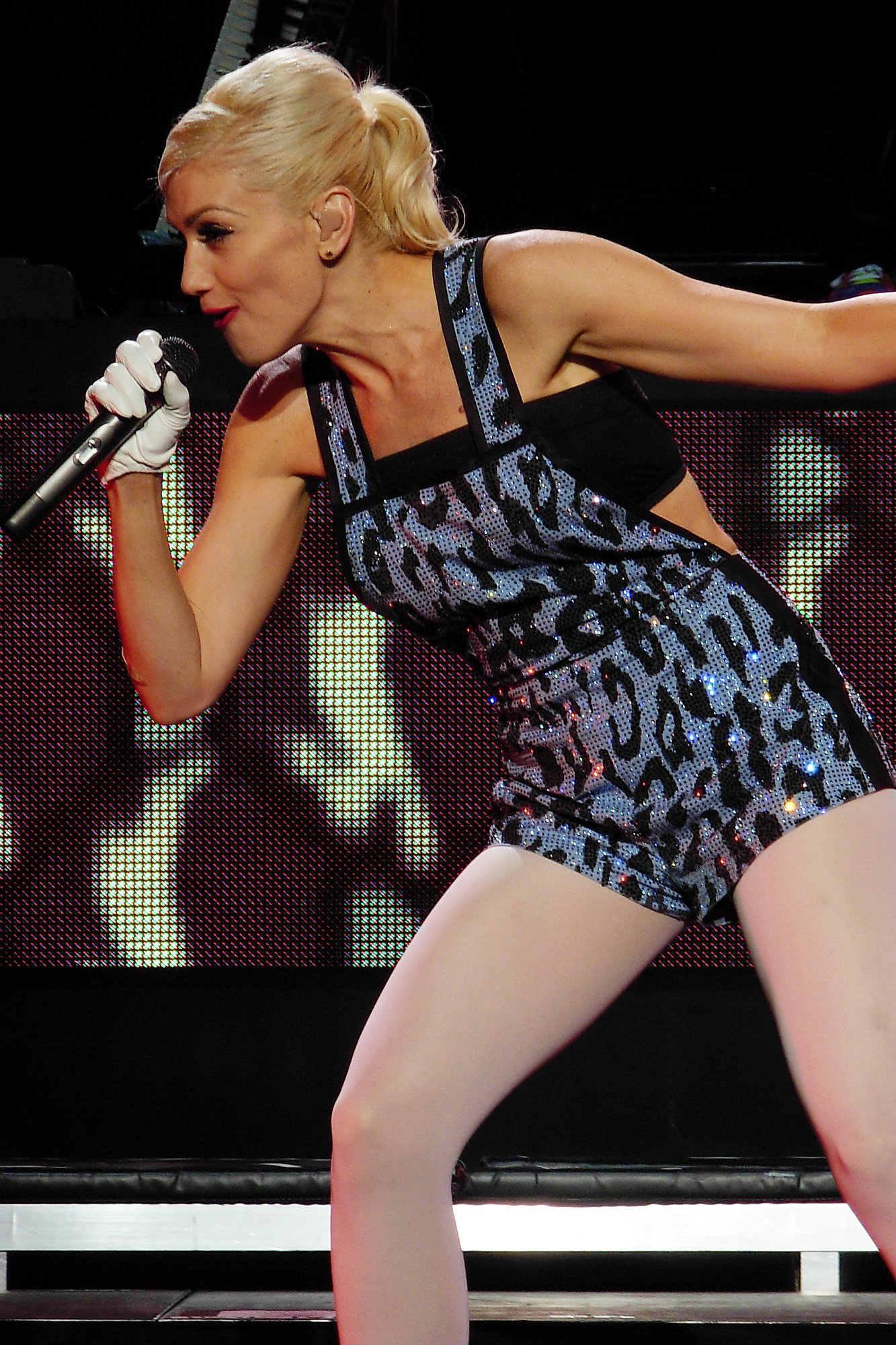
Ao ser executada mais de nove mil e seiscentas vezes, "Hips Don't Lie" quebrou o recorde de mais tocado nas paradas dos Estados Unidos, anteriormente detido por Gwen Stefani com "Hollaback Girl" (2005).

"Hips Don't Lie" obteve um grande sucesso em todo o mundo. O tema atingiu a primeira posição dos mercados musicais de 55 países, como na Romênia, na Sérvia, na Turquia e na Ucrânia. Além disso, alcançou o número um nas paradas de quase toda a América Latina. O single foi o mais vendido do mundo em 2006 e, até 2011, do século XXI. Também foi o mais vendido da década de 2000, com mais de dez milhões de unidades comercializadas, tornando-se um dos com mais downloads pagos no mundo.
Nos Estados Unidos, "Hips Don't Lie" estreou-se no 84.º posto da Billboard Hot 100, em 1.º de abril de 2006, e conseguiu alcançar a posição de número treze na parada, antes mesmo de seu lançamento oficial. Após ser liberada oficialmente, "Hips Don't Lie" saltou da 16.ª colocação para a nona, devido ao rápido aumento de suas vendas no iTunes. Contudo, o single obteve o primeiro lugar apenas na sua décima segunda semana na tabela, ao vender mais de 266 mil cópias digitais. Com isso, o tema quebrou o recorde de o mais bem-vendido em apenas uma semana nos EUA, anteriormente detido pelo grupo D4L com "Laffy Taffy", que vendera 176 mil unidades em dezembro do ano anterior. Este acontecimento ainda fez de Shakira a primeira artista da América do Sul a atingir o número um dessa parada e a primeira na história a ultrapassar as 250 mil distribuições. O tema permaneceu na posição na semana seguinte, ao vender outros 164 mil exemplares e, simultaneamente, manteve-se no primeiro lugar na Pop Songs, bem como na sua oitava semana na liderança da Hot Latin Tracks.
"Hips Don't Lie" também atingiu o pico máximo da Radio Songs, com nove mil 657 execuções em rádios, tornando-se, na época, a canção mais tocada nas paradas do país desde Gwen Stefani com "Hollaback Girl", em 2005. A canção também chegou à extremidade do periódico genérico Digital Songs, tendo se mantido na primeira posição por três atualizações seguidas. A gravação vendeu mais de 2.435 milhões de cópias digitais em 2006, terminando o ano como a sexta mais bem-vendida no formato do país, e mais de dois milhões de ringtones. Até 2014, o single havia vendido mais de 5.500 milhões de exemplares em território norte-americano, sendo 3.500 milhões de downloads, incluindo 159 mil no primeiro semestre de 2013.
No Canadá, "Hips Don't Lie" alcançou o posto máximo da lista publicada pela Music Canada na semana de seu lançamento, em 27 de maio, e foi condecorado com três discos de platina pela organização, devido às 240 mil cópias digitais e ringtones distribuídos no país. Na Austrália, ele acabou por estrear na primeira posição da parada oficial do país, mantendo-se nove semanas consecutivas na liderança. O single terminou 2006 como o terceiro mais bem-vendido do ano e, mais tarde, foi premiado com disco de platina pela Australian Recording Industry Association (ARIA), devido às mais de setenta mil cópias comercializadas na nação. Desempenho similar obteve na Nova Zelândia, onde estreou na trigésima colocação da Recording Industry Association of New Zealand (RIANZ) e chegou à primeira duas semanas mais tarde, em 22 de maio. Neste, o tema foi condecorado com o certificado de disco de ouro, em recompensa às sete mil unidades exportadas.
No Reino Unido, "Hips Don't Lie" estreou no 54.º lugar da lista oficial das mais vendidas. De seguida, saltou 51 lugares ao lango da semana anterior, vindo a se posicionar no número três, com mais de 29 mil cópias vendidas. Na sua quarta semana na lista, chegou à primeira posição, com outros 32 mil exemplares vendidos — totalizando 95 mil unidades desde de a sua estreia na tabela. Contudo, foi tirado do posto sete dias mais tarde por Lilly Allen com o seu single de estreia "Smile" (2006) — embora tenha exportado outras 35 mil réplicas. "Hips Don't Lie" permaneceu no segundo lugar na semana subsequente, distribuindo mais 32 mil cópias, sendo barrado novamente por Allen. A obra recuperou o primeiro lugar somente duas semanas depois, em 1.º de agosto, acumulando, simultaneamente, 224 mil réplicas distribuídas em território britânico. O single manteve-se na primeira posição nos sete dias precedentes, comercializando mais 33 mil cópias para o país. No dia 21 do mesmo mês, faturou outras 28 mil unidades, o que lhe garantiu a primeira colocação pela sua quarta semana não-consecutiva. No total, a composição ficou cinco semanas no primeiro lugar e terminou 2006 como a terceira mais comprada em solo inglês. De acordo com a Official Charts Company (OCC), "Hips Don't Lie" havia vendido 760 mil unidades em território britânico, até fevereiro de 2014.
Na Europa Continental, o material atingiu o primeiro lugar em sua semana de estreia na Alemanha, na França e na Suíça. Neste último, manteve-se sete edições seguidas na posição, tornando-se o mais comprado de 2006. Em território francês, foi o décimo primeiro com a maior venda do ano, com um total de 214 mil e trezentas cópias comercializadas. O tema também fez sua estreia no topo da IRMA Singles Chart, em solo irlandês, segurando-o por nove semanas. Ao final de 2006, havia sido o segundo mais vendido do país, atrás apenas de "Jumbo Breakfast Roll" (2006), de Pat Shortt. Na Valônia, região sul da Bélgica, o single permaneceu por oito atualizações no topo das paradas, tornando-se o mais comprado de 2006, enquanto que em Flandres, região norte do país, passou duas semanas no primeiro lugar e foi o quinto mais bem-vendido do ano. "Hips Don't Lie" também manteve-se em sua posição máxima de número dois na Áustria por um tempo alargado, com um total de oito edições não-consecutivas. Devido a isso, estabeleceu-se como o terceiro mais bem-sucedido de 2006 na nação.
| Tabela musical (2006 - 2011)                                      | Melhor posição |
| ----------------------------------------------------------------- | -------------- |
| Alemanha (Media Control Charts)                                   | 1              |
| Argentina (Cámara Argentina de Productores de Fonogramas)         | 1              |
| Austrália (ARIA Charts)                                           | 1              |
| Áustria (Ö3 Austria Top 40)                                       | 2              |
| Bélgica (Airplay Chart top 50 de Flandres)                        | 1              |
| Bélgica (Airplay Chart top 40 da Valônia)                         | 1              |
| Brasil (Crowley Broadcast Analysis)                               | 2              |
| Canadá (Canadian Hot 100)                                         | 1              |
| Colômbia (National Report)                                        | 1              |
| Dinamarca (IFPI Dinamarca)                                        | 4              |
| Escócia (Scottish Singles and Albums Charts)                      | 1              |
| Eslováquia (IFPI República Eslovaca)                              | 1              |
| Eslovênia (International Federation of the Phonographic Industry) | 1              |
| Espanha (Productores de Música de España)                         | 1              |
| Espanha (Radio Airplay Chart)                                     | 1              |
| Estados Unidos (Billboard Hot 100)                                | 1              |
| Estados Unidos (Mainstream Top 40)                                | 1              |
| Estados Unidos (Latin Streaming Songs)                            | 1              |
| Estados Unidos (Latin Pop Songs)                                  | 1              |
| Estados Unidos (Hot Latin Tracks)                                 | 1              |
| Estados Unidos (Pop Songs)                                        | 1              |
| Finlândia (IFPI Finlândia)                                        | 2              |
| França (Syndicat National de l'Édition Phonographique)            | 1              |
| Grécia (IFPI Grécia)                                              | 1              |
| Hong Kong (IFPI Hong Kong Group)                                  | 1              |
| Hungria (Magyar Hanglemezkiadók Szövetsége)                       | 1              |
| Indonésia (Indian Music Industry)                                 | 1              |
| Irlanda (IRMA Singles Chart)                                      | 1              |
| Israel (Media Forest)                                             | 1              |
| Itália (Federazione Industria Musicale Italiana)                  | 1              |
| Japão (Japan Hot 100)                                             | 1              |
| Líbano (Libanese Association of the Phonograms)                   | 1              |
| México (Asociación Mexicana de Productores de Fonogramas)         | 1              |
| Noruega (VG-Lista)                                                | 2              |
| Nova Zelândia (Recording Industry Association of New Zealand)     | 1              |
| Países Baixos (MegaCharts)                                        | 1              |
| Países Baixos (NL Radio Songs)                                    | 1              |
| Portugal (Portugal Digital Songs)                                 | 7              |
| Reino Unido (UK Singles Chart)                                    | 1              |
| Reino Unido (UK Digital Songs)                                    | 1              |
| Chéquia (IFPI Česká Republika)                                    | 1              |
| Romênia (Radio Airplay Chart)                                     | 1              |
| Rússia (Российские музыкальные чарты)                             | 2              |
| Sérvia (International Federation of the Phonographic Industry)    | 1              |
| Singapura (IFPI Singapura)                                        | 1              |
| Suécia (Swedish Recording Industry Association)                   | 45             |
| Suíça (Schweizer Hitparade)                                       | 1              |
| Tchecoslováquia (Czech Airplay Chart)                             | 1              |
| Turquia (IFPI Türkiye Milli Grubu)                                | 1              |
| Ucrânia (ФДР Україна чартах)                                      | 1              |
| União Europeia (Euro Digital Songs)                               | 1              |
| Venezuela (Record Report)                                         | 1              |

| País                       | Certificação   | Vendas      |
| -------------------------- | -------------- | ----------- |
| Alemanha (BVMI)            | Platina        | 300.000+    |
| Austrália (ARIA)           | 6× Platina     | 70.000+     |
| Áustria (IFPI Áustria)     | Ouro           | 15.000+     |
| Bélgica (BEA)              | Platina        | 50.000+     |
| Canadá (Music Canada)      | 3× Platina [A] | 200.000+    |
| Dinamarca (IFPI Dinamarca) | 2× Platina     | 45.000+     |
| Espanha (PROMUSICAE)       | 2× Platina     | 200.000+    |
| Estados Unidos (RIAA)      | 5× Platina [A] | 5.550.000+  |
| França (SNEP)              | Ouro           | 250.000+    |
| Grécia (IFPI Grécia)       | Ouro           | 15.000+     |
| Itália (FIMI)              | 2× Platina     | 60.000+     |
| México (AMPROFON)          | 3× Platina     | 240.000+    |
| Nova Zelândia (RIANZ)      | Ouro           | 7.500+      |
| Reino Unido (BPI)          | 3× Platina     | 1.800.000+  |
| Suíça (IFPI Schweiz)       | Platina        | 40.000+     |
| Mundo (IFPI World Chart)   | —              | 10.000.000+ |

## Histórico de lançamento
"Hips Don't Lie" foi enviada às estações de rádio norte-americanas em 28 de fevereiro de 2006. O tema também foi comercializado como maxi single em solo britânico e irlandês. Dois meses depois, a obra foi disponibilizada como download digital no Norte da América e, mais tarde, editado com um CD single no Reino Unido.
| País           | Data                    | Formato          | Gravadora    |
| -------------- | ----------------------- | ---------------- | ------------ |
| Estados Unidos | 28 de fevereiro de 2006 | Rádio mainstream | Epic Records |
| Alemanha       | 5 de maio de 2006       | Download digital | Epic Records |
| Áustria        | 5 de maio de 2006       | Download digital | Epic Records |
| Suíça          | 5 de maio de 2006       | Download digital | Epic Records |
| Reino Unido    | 9 de maio de 2006       | Maxi single      | Epic Records |
| Irlanda        | 9 de maio de 2006       | Maxi single      | Epic Records |
| Canadá         | 27 de maio de 2006      | Download digital | Epic Records |
| Estados Unidos | 27 de maio de 2006      | Download digital | Epic Records |
| União Europeia | 17 de abril de 2006     | Download digital | Epic Records |
| Austrália      | 10 de junho de 2006     | Download digital | Epic Records |
| Reino Unido    | 12 de junho de 2006     | CD single        | Epic Records |
| Japão          | 14 de julho de 2006     | Download digital | Epic Records |

1. ↑  Emma Stone (8 de maio de 2014). «Shakira Releases 'Dare' Music Video and It's Definitely Daring!» (em inglês). Fashion Times. Consultado em 24 de maio de 2014. Cópia arquivada em 11 de maio de 2014
2. ↑  Epic Records (15 de junho de 2005). «International Superstar Shakira Makes History with Biggest Spanish Language Album Debut Ever» (em inglês). PR Newswire. Consultado em 10 de Julho de 2010. Cópia arquivada em 2 de setembro de 2014
3. ↑  Nielsen Business Media, Inc (7 de dezembro de 2005). «'NOW!' Rebounds, Holds Brown From No. 1» (em inglês). Billboard. Consultado em 2 de outubro de 2012
4. 1 2  Jennifer Vineyard (30 de março de 2006). «No 'Lie': Shakira Says Wyclef Appeared To Her In A Dream» (em inglês). MTV. MTV Networks. Consultado em 6 de novembro de 2013
5. ↑  Vanessa Grigoriadis (4 de janeiro de 2010). «O Mundo Não é o Bastante». Rolling Stone. Consultado em 10 de Julho de 2010
6. 1 2  Zinc Media, Inc. «Shakira & Wyclef Jean – Hips Don't Lie: Companies» (em inglês). Discogs. Consultado em 6 de novembro de 2013
7. 1 2 3  Radio & Records, Inc. «CHR/Top 40 Week Of: February 28, 2006» (em inglês). GFA Radio & Records. Consultado em 25 de maio de 2014
8. 1 2 3 4 5 6  Maria Aspan (12 de junho de 2010). «For Shakira, First Came the Album, Then Came the Single» (em inglês). The New York Times. Consultado em 10 de Julho de 2010
9. ↑  Gary Trust (14 de abril de 2010). «Five (Almost) Write-Offs For Tax Day» (em inglês). Billboard. Nielsen Business Media, Inc. Consultado em 10 de Julho de 2010
10. ↑  Bill Lamb. «Top 10 Shakira Pop Songs» (em inglês). About.com. Consultado em 6 de maio de 2013
11. ↑  Sony Music (13 de março de 2014). «The Story Behind Why Shakira's 'Hips Don't Lie'» (em inglês). The Huffington Post. Consultado em 6 de novembro de 2013
12. 1 2 3  Zinc Media, Inc. «Shakira & Wyclef Jean – Hips Don't Lie: Credits» (em inglês). Discogs. Consultado em 6 de novembro de 2013
13. ↑  Tone Media, Inc (2006). «Hips Don't LiebyShakira» (em inglês). Songfacts. Consultado em 26 de maio de 2014
14. ↑  El Diario de Hoy (2 de maio de 2006). «Jerry Rivera acusa de plagio a Shakira» (em espanhol). El Salvador. Consultado em 6 de novembro de 2013. Cópia arquivada em 24 de maio de 2014
15. ↑  «Shakira - Hips Don't Lie - Sheet Music». Musicnotes.com (em inglês). Sony/ATV Music Publishing. Consultado em 21 de novembro de 2011
16. 1 2  Bill Lamb. «Shakira featuring Wyclef Jean - Hips Don't Lie» (em inglês). About.com. Consultado em 6 de maio de 2013
17. 1 2  David Balls (14 de setembro de 2009). «Shakira: 'She Wolf'» (em inglês). Digital Spy. Consultado em 6 de maio de 2013
18. ↑  Robert Copsey (16 de fevereiro de 2014). «Shakira's 10 best songs: 'She Wolf', 'Hips Don't Lie', more» (em inglês). Digital Spy. Consultado em 6 de maio de 2013
19. ↑  David Farrell (17 de abril de 2014). «Review: Shakira - 'Shakira'» (em inglês). PopMatters. Consultado em 6 de maio de 2013
20. ↑  Premiere Networks. «Top 100 Songs Of 2006» (em inglês). WHTZ. Consultado em 25 de maio de 2014
21. ↑  Diversica (18 de outubro de 2006). «Se entregaron los Premios MTV Latinoamérica 2006» (em inglês). Universia. Consultado em 25 de maio de 2014. Arquivado do original em 8 de dezembro de 2012
22. 1 2  Associated Press (28 de abril de 2006). «Singer Shakira Wins 6 Latin Billboard Awards» (em inglês). FOX News. Consultado em 25 de maio de 2014. Cópia arquivada em 25 de maio de 2014
23. ↑  Bulent Bas (9 de janeiro de 2007). «People's Choice Awards Nominees: Music» (em inglês). CBS News. Consultado em 25 de maio de 2014
24. ↑  BBC News (12 de fevereiro de 2007). «Grammy Awards 2007: Main winners» (em inglês). British Broadcasting Corporation. Consultado em 25 de maio de 2014
25. ↑  Shakira.com (2 de dezembro de 2005). «'Hips Don't Lie' is available now on Oral Fixation Vol. 2!» (em inglês). Consultado em 16 de janeiro de 2013
26. ↑  Business Wire (28 de fevereiro de 2006). «Fans Will Be Able to Shake Their Way into Shakira's New Video; Yahoo! Music and Epic Records Want You to Star in a Special Fans Only Video of Shakira's 'Hips Don't Lie'» (em inglês). Berkshire Hathaway Inc. Consultado em 12 de setembro de 2013
27. 1 2  «Shakira debuts at No. 1 for the month with 'Hips Don't Lie'». Nielsen Business Media, Inc. Billboard. 118, N.º 15. 84 páginas. 15 de Abril de 2006. ISSN 0006-2510
28. 1 2 3  Business Wire. «'Hits' Don't Lie; Shakira's Oral Fixation Vol. 2 Storms Back into the Top Ten as Album Goes Platinum.» (em inglês). The Free Library. Consultado em 25 de maio de 2014. Cópia arquivada em 6 de junho de 2013
29. ↑  «Top of the Pops bids fond goodbye» (em inglês). BBB News. Consultado em 20 de agosto de 2020. Cópia arquivada em 8 de janeiro de 2020
30. ↑  MTV Networks (31 de agosto de 2006). «MTV Video Music Awards 2006: Performances» (em inglês). MTV. Consultado em 25 de maio de 2014
31. 1 2 3 4 5 6 7 8 9 10 11 12 13 14  MTV Networks (31 de julho de 2012). «This Day In Music - 31st July» (em inglês). MTV Music. Consultado em 12 de setembro de 2013
32. ↑  Ian Ono e Jana Monji (12 de junho de 2010). «Shakira and Black Eye Peas perform at FIFA World Cup 2010 opening ceremony» (em inglês). Examiner. Consultado em 12 de setembro de 2013. Cópia arquivada em 25 de maio de 2014
33. ↑  Apple Computer, Inc. «Shakira: Oral Fixation Tour (Live)» (em inglês). iTunes. Consultado em 1 de dezembro de 2013
34. ↑  Bill Lamb. «Shakira Performs Live At the 49th Grammy Awards» (em inglês). About.com. Consultado em 6 de maio de 2013
35. ↑  Time Inc. «The Most Unforgettable Grammys Performances of All Time» (em inglês). InStyle. Consultado em 24 de maio de 2014
36. ↑  7 Digital Media, Inc. «Shakira » Live From Paris - Tracklist» (em inglês). 7 Digital. Consultado em 6 de novembro de 2013
37. ↑  Buzz Media (26 de março de 2014). «Shakira Conquers 'Today' With Great Performances Of "Empire" And "Hips Don't Lie": Watch» (em inglês). Idolator. Consultado em 24 de maio de 2014
38. 1 2  Duncan Macleod (30 de agosto de 2006). «Shakira Hips Don't Lie remakes Wyclef Jean Dance Like This» (em inglês). The Inspiration Room. Consultado em 1.º de dezembro de 2013
39. ↑  Apple Computer, Inc. «Shakira: Music Videos - Hips Don't Lie (feat. Wyclef Jean)» (em inglês). iTunes. Consultado em 1 de dezembro de 2013
40. ↑  Yahoo! Music. «Be In Shakira's video» (em inglês). Yahoo!. Consultado em 1 de dezembro de 2013
41. 1 2 3  MTV Networks (23 de março de 2006). «Shakira - Videos » Hips Don't Lie» (em inglês). MTV Music Videos. Consultado em 23 de maio de 2013
42. ↑  David (21 de outubro de 2012). «From The Vault: Shakira – 'Hips Don't Lie (ft. Wyclef Jean)'» (em inglês). That Grape Juice. Consultado em 24 de maio de 2014
43. ↑  MTV Networks (1.º de maio de 2006). «Total Request Live (May 1st, 2006)» (em inglês). Total Request Live. Consultado em 25 de maio de 2014
44. ↑  James Montgomery (31 de julho de 2006). «Shakira, Chili Peppers, Madonna, Panic! Lead List Of Nominees For MTV Video Music Awards» (em inglês). MTV News. Consultado em 24 de maio de 2014
45. ↑  BBC News (1.º de setembro de 2006). «In pictures: MTV Music Video Awards» (em inglês). British Broadcasting Corporation. Consultado em 25 de maio de 2014
46. ↑  MTV Networks (31 de agosto de 2006). «MTV Video Music Awards 2006» (em inglês). MTV. Consultado em 25 de maio de 2014
47. ↑  Bill Lamb. «Top 10 Pop Music Videos of 2006» (em inglês). About.com. Consultado em 6 de maio de 2013
48. ↑  Mandy Morrow (5 de abril de 2014). «20 Of The Sexiest Music Videos Ever Made: Shakira Feat. Wyclef Jean, Hips Don't Lie» (em inglês). The Richest. Consultado em 24 de maio de 2014
49. ↑  Brian Fairbanks (12 de julho de 2012). «The 50 Sexiest Music Videos of All Time: From Rihanna to David Bowie, Janet Jackson to Shakira, and Poison to Prince» (em inglês). Nerve. Consultado em 25 de maio de 2014
50. 1 2  Amazon Media, Inc. «Shakira & Wyclef Jean » 'Hips Don't Lie'» (em inglês). Amazon.com. Consultado em 25 de maio de 2014
51. 1 2  National Broadcasting Company. «Biography - Shakira» (em inglês). NBC Music. Consultado em 10 de Julho de 2010
52. ↑  Samuel Lora (3 de setembro de 2009). «Best-selling songs from 2000» (em inglês). Examiner. Consultado em 22 de novembro de 2013
53. ↑  Katie Koch (16 de fevereiro de 2011). «Shakira named Artist of the Year» (em inglês). Harvard University. Consultado em 22 de novembro de 2013
54. ↑  Robert of the Radish (1.º de setembro de 2009). «Biggest Selling Singles Since The Year 2000» (em inglês). Yahoo! Music. Consultado em 22 de novembro de 2013
55. ↑  Epic Records (18 de novembro de 2009). «Shakira to Release Special U.S. Edition of Her Hit Album She Wolf» (em inglês). PR Newswire. Consultado em 22 de novembro de 2013
56. ↑  NRJ Group (28 de junho de 2010). «Shakira paie sa tournée» (em inglês). NRJ Radio. Consultado em 22 de novembro de 2013
57. ↑  «Billboard Hot 100». Nielsen Business Media, Inc. Billboard. 118, N.º 21. 72 páginas. 27 de Maio de 2006. ISSN 0006-2510
58. ↑  Nielsen Business Media, Inc (1.º de junho de 2006). «Chamillionaire Retains Top Spot On Hot 100» (em inglês). Billboard. Consultado em 10 de Julho de 2010
59. 1 2  Nielsen Business Media, Inc (8 de junho de 2006). «Digital Explosion Drives Shakira's 'Hips' To No. 1» (em inglês). Billboard. Consultado em 10 de Julho de 2010
60. ↑  Paul Grein (26 de abril de 2013). «Chart Watch Extra: iTunes Turns 10» (em inglês). Yahoo! Music. Consultado em 26 de maio de 2014
61. ↑  Nielsen Business Media, Inc (15 de junho de 2006). «Shakira's 'Hips' Still Shaking At No. 1» (em inglês). Billboard. Consultado em 10 de Julho de 2010
62. ↑  ContactMusic.com (5 de junho de 2006). «Shakira Scores Most-Played Record». Billboard (em inglês). Consultado em 10 de Julho de 2010
63. ↑  «Billboard Digital Songs». Nielsen Business Media, Inc. Billboard. 118, N.º 26. 76 páginas. 1.º de Julho de 2006. ISSN 0006-2510
64. ↑  Business Wire (4 de janeiro de 2007). «2006 U.S. Music Purchases Exceed 1 Billion Sales» (em inglês). Nielsen Business Media, Inc. Consultado em 22 de novembro de 2013
65. ↑  Paul Grein (11 de novembro de 2009). «Week Ending Nov. 8, 2009: The Host With The Most» (em inglês). Yahoo! Music. Consultado em 26 de maio de 2014
66. ↑  Amaya Mendizabal (3 de julho de 2013). «Jenni Rivera, Don Omar & Lucenzo Lead 2013 Mid-Year SoundScan Latin Charts» (em inglês). Billboard. Nielsen Business Media, Inc. Consultado em 22 de novembro de 2013
67. ↑  Gary Trust (7 de março de 2014). «Ask Billboard: Shakira's Biggest Hot 100 Hits» (em inglês). Billboard. Nielsen Business Media, Inc. Consultado em 22 de novembro de 2013
68. 1 2  «Billboard Canadian Hot 100». Nielsen Business Media, Inc. Billboard. 118, Nº 21. 72 páginas. 27 de Maio de 2006. ISSN 0006-2510
69. 1 2  «ARIA Charts » Shakira Album & Song Chart History» (em inglês). Australian Recording Industry Association. Consultado em 12 de setembro de 2013
70. ↑  «The Best Selling Singles of 2006 - ARIA Charts » Shakira - Hips Don't Lie» (em inglês). ARIA. Consultado em 12 de outubro de 2013
71. 1 2  «RIANZ Singles Chart » Shakira Album & Song Chart History» (em inglês). Recording Industry Association of New Zealand. Consultado em 27 de outubro de 2012
72. ↑  «Gold & Platinum » Certified Awards: Shakira - Hips Don't Lie» (em inglês). RIANZ. Consultado em 12 de outubro de 2012. Arquivado do original em 4 de maio de 2014
73. ↑  Intent Media (19 de junho de 2006). «Keane buoy album sales» (em inglês). Music Week. Official Charts Company. Consultado em 22 de novembro de 2013
74. ↑  Intent Media (3 de julho de 2006). «Lostprophets score career first» (em inglês). Music Week. Official Charts Company. Consultado em 22 de novembro de 2013
75. ↑  Intent Media (10 de julho de 2006). «Muse lead rock-heavy albums chart» (em inglês). Music Week. Official Charts Company. Consultado em 22 de novembro de 2013
76. ↑  Intent Media (17 de julho de 2006). «No change as Lily Allen and Muse rule» (em inglês). Music Week. Official Charts Company. Consultado em 22 de novembro de 2013
77. ↑  Intent Media (31 de julho de 2006). «Shakira returns to top of UK singles chart» (em inglês). Music Week. Official Charts Company. Consultado em 22 de novembro de 2013
78. ↑  Intent Media (7 de agosto de 2006). «Shakira and Wyclef continue to lead singles chart» (em inglês). Music Week. Official Charts Company. Consultado em 22 de novembro de 2013
79. ↑  Intent Media (21 de agosto de 2006). «Arctic Monkeys lead new releases on singles chart» (em inglês). Music Week. Official Charts Company. Consultado em 22 de novembro de 2013
80. ↑  ChartsPlus. «The Official UK Singles Chart 2006» (PDF) (em inglês). The Official Charts Company. Consultado em 22 de junho de 2013
81. ↑  Justin Myers (25 de fevereiro de 2014). «Shakira unveils brand new song Empire» (em inglês). Official Charts Company. Consultado em 22 de novembro de 2013
82. 1 2  αCharts.us. «Shakira & Wyclef Jean - Hips Don't Lie - Music Charts» (em inglês). Consultado em 5 de janeiro de 2013
83. ↑  «The Best Selling Singles of 2006 - Schweizer Hitparade » Shakira - Hips Don't Lie» (em alemão). Schweizer Hitparade. Consultado em 12 de outubro de 2013
84. ↑  «The Best Singles Singles of 2006 - SNEP Singles Chart » Shakira - Hips Don't Lie» (em francês). SNEP. Consultado em 12 de outubro de 2013. Arquivado do original em 30 de março de 2014
85. ↑  «The Best Selling Singles of 2006 - IRMA Singles Chart » Shakira - Hips Don't Lie» (em alemão). Irish Recorded Music Association. Consultado em 12 de outubro de 2013
86. ↑  «The Best Selling Singles of 2006 - Airplay Chart top 40 » Shakira - Hips Don't Lie» (em francês). BEA. Consultado em 12 de outubro de 2013
87. ↑  «The Best Selling Singles of 2006 - Airplay Chart top 50 » Shakira - Hips Don't Lie» (em alemão). BEA. Consultado em 12 de outubro de 2013
88. 1 2  Nielsen Business Media, Inc. «Ö3 Austria Top 40 » Shakira Album & Song Chart History». Billboard (em alemão). Consultado em 27 de outubro de 2012
89. ↑  «The Best Singles Singles of 2006 - Ö3 Austria Top 40 » Shakira - Hips Don't Lie» (em alemão). Ö3 Austria Top 40. Consultado em 12 de outubro de 2013
90. ↑  «Media Control Charts » Shakira Album & Song Chart History» (em alemão). Media Control Charts. Consultado em 12 de setembro de 2013
91. 1 2 3 4  Caracol Televisión (31 de julho de 2006). «Shakira llegó al número uno del último listado del legendario programa de música británico, Top of the Pops» (em inglês). Caracol Radio. Consultado em 12 de setembro de 2013
92. ↑  «Airplay Chart top 50 » Shakira Album & Song Chart History» (em alemão). BEA. Consultado em 12 de setembro de 2013
93. ↑  «Airplay Chart top 40 » Shakira Album & Song Chart History» (em francês). BEA. Consultado em 12 de setembro de 2013
94. ↑  «Crowley Broadcast Analysis Brasil» (PDF). Nielsen Business Media, Inc. Crowley Broadcast Analysis. BBP. Billboard Brasil. 2 páginas. 2 de Outubro de 2006
95. ↑  «IFPI Dinamarca » Shakira Album & Song Chart History» (em dinamarquês). IFPI Dinamarca. Consultado em 12 de setembro de 2013
96. ↑  Official Charts Company (4 de agosto de 2006). «Shakira's Hips are just too much for Christina» (em inglês). Scottish Daily Record & Sunday. Consultado em 22 de novembro de 2013
97. ↑  «Radio Airplay Chart » Shakira - Hips Don't Lie» (em espanhol). Productores de Música de España. Consultado em 27 de outubro de 2012
98. ↑  Nielsen Business Media, Inc. «Billboard Hot 100 » Shakira Album & Song Chart History» (em inglês). Billboard. Consultado em 11 de julho de 2013
99. ↑  Nielsen Business Media, Inc. «Mainstream Top 40 » Shakira Album & Song Chart History» (em inglês). Billboard. Consultado em 11 de julho de 2013
100. ↑  Nielsen Business Media, Inc. «Latin Streaming Songs » Shakira Album & Song Chart History» (em inglês). Billboard. Consultado em 11 de julho de 2013
101. ↑  «Latin Pop Songs». Nielsen Business Media, Inc. Billboard. 118, Nº 27. 72 páginas. 8 de Julho de 2006. ISSN 0006-2510
102. ↑  Nielsen Business Media, Inc. «Hot Latin Tracks » Shakira Album & Song Chart History» (em inglês). Billboard. Consultado em 11 de julho de 2013
103. ↑  Nielsen Business Media, Inc. «Pop Songs » Shakira Album & Song Chart History» (em inglês). Billboard. Consultado em 11 de julho de 2013
104. ↑  «IFPI Finlândia » Shakira Album & Song Chart History» (em finlandês). IFPI Finlândia. Consultado em 12 de setembro de 2013
105. ↑  «SNEP » Shakira Album & Song Chart History» (em francês). Syndicat National de l'Édition Phonographique. Consultado em 12 de setembro de 2013
106. ↑  «Magyar Hanglemezkiadók Szövetsége » Shakira Album & Song Chart History» (em húngaro). Magyar Hanglemezkiadók Szövetsége. Consultado em 12 de setembro de 2013
107. ↑  «IRMA Singles Chart » Shakira Album & Song Chart History» (em irlandês). Irish Recorded Music Association. Consultado em 12 de setembro de 2013
108. ↑  «Federazione Industria Musicale Italiana » Shakira Album & Song Chart History» (em italiano). Federazione Industria Musicale Italiana. Consultado em 27 de outubro de 2012
109. ↑  Nielsen Business Media, Inc. «エイミー•ワインハウスアルバム＆ソングチャートの歴史 » 株式会社オリコン » 日本ホット100» (em japonês). 株式会社オリコン. Billboard. Consultado em 12 de setembro de 2013
110. ↑  «VG-lista » Shakira Album & Song Chart History» (em norueguês). IFPI Noruega. Consultado em 12 de setembro de 2013
111. ↑  «MegaCharts » Shakira Album & Song Chart History» (em neerlandês). MegaCharts. Consultado em 12 de setembro de 2013
112. ↑  «NL Radio Songs » Shakira Album & Song Chart History» (em neerlandês). MegaCharts. Consultado em 12 de setembro de 2013
113. ↑  Nielsen Business Media, Inc. «Portugal Digital Songs » Shakira Album & Song Chart History» (em inglês). Billboard. Consultado em 16 de janeiro de 2014
114. ↑  «UK Singles Chart » Shakira Album & Song Chart Story» (em inglês). Official Charts Company. Consultado em 12 de setembro de 2013
115. ↑  Official Charts Company. «Top 40 Digital Singles, 14th August 2006» (em inglês). BBC Music. Consultado em 12 de setembro de 2013
116. ↑  «IFPI Česká Republika » Shakira Album & Song Chart History» (em inglês). IFPI Česká Republika. Consultado em 12 de setembro de 2013
117. ↑  Russian Music Charts (25 de maio de 2006). «Российские музыкальные чарты » Шакира Альбом & Песня График История». Lenta.ru (em russo). Consultado em 27 de outubro de 2012
118. ↑  «The Official Swedish Chart Company  » Shakira Album & Song Chart History» (em sueco). The Official Swedish Chart Company. Consultado em 12 de setembro de 2013
119. ↑  «Schweizer Hitparade » Shakira Album & Song Chart History» (em alemão). The Official Swiss Chart Company. Consultado em 12 de setembro de 2013
120. ↑  «Czech Airplay Chart » Shakira Album & Song Chart History» (em checo). International Federation of the Phonographic Industry. Consultado em 27 de outubro de 2012
121. ↑  «Billboard Euro Digital Songs». Nielsen Business Media, Inc. Billboard. 118, N.º 28. 60 páginas. 15 de Julho de 2006. ISSN 0006-2510
122. ↑  «Record Report » Shakira Album & Song Chart History» (em espanhol). Record Report. Consultado em 27 de outubro de 2012
123. ↑  
Certificações recebidas por "Hips Don't Lie":
  - Alemanha: «Gold & Platinum » Certifications: Shakira - Hips Don't Lie» (em alemão). BVMI. Consultado em 12 de outubro de 2012. Arquivado do original em 2 de dezembro de 2013
  - Austrália: «Gold & Platinum » Certifications: Shakira - Hips Don't Lie» (em inglês). ARIA. Consultado em 12 de outubro de 2012
  - Áustria: «Gold & Platinum » Certifications: Shakira - Hips Don't Lie» (em alemão). IFPI Áustria. Consultado em 12 de outubro de 2012
  - Bélgica: «Gold & Platinum » Certifications: Shakira - Hips Don't Lie» (em alemão). BEA. Consultado em 12 de outubro de 2012
  - Canadá: «Gold & Platinum » Certifications: Shakira - Hips Don't Lie» (em inglês). Music Canada. Consultado em 12 de outubro de 2012
  - Dinamarca: «Guld og Platin » Certified Awards: Shakira - Hips Don't Lie» (em dinamarquês). IFPI Dinamarca. Consultado em 12 de outubro de 2012
  - Espanha: «Oro y Platinum » Certificaciones: Shakira - Hips Don't Lie» (em espanhol). PROMUSICAE. Consultado em 12 de outubro de 2012
  - Estados Unidos: «Gold & Platinum » Certified Awards: Shakira - Hips Don't Lie» (em inglês). RIAA. Consultado em 2 de outubro de 2012
  - França: «Gold & Platinum » Certified Awards: Shakira - Hips Don't Lie» (em francês). SNEP. Consultado em 9 de novembro de 2013. Arquivado do original em 19 de março de 2014
«Vendas de 'Hips Don't Lie' na França» (em francês). SNEP. Consultado em 12 de outubro de 2013. Arquivado do original em 30 de março de 2014
  - Grécia: «Πιστοποιημένα Βραβεία: Shakira - Hips Don't Lie» (em grego). FIMI. Consultado em 12 de outubro de 2012
  - Itália: «Oro & Platino » Certified Premi: Shakira - Hips Don't Lie» (PDF) (em italiano). FIMI. Consultado em 12 de outubro de 2012
  - México: «Gold & Platinum » Certified Awards: Shakira - Hips Don't Lie» (em espanhol). AMPROFON. Consultado em 12 de outubro de 2012
  - Nova Zelândia: «Gold & Platinum » Certified Awards: Shakira - Hips Don't Lie» (em inglês). RIANZ. Consultado em 12 de outubro de 2012. Arquivado do original em 4 de maio de 2014
  - Reino Unido: «Certified Awards: Shakira - Hips Don't Lie» (em inglês). BPI. Consultado em 20 de abril de 2013
«'Hips Don't Lie', the massive 2006 single from @shakira featuring @wyclef is now #BRITcertified 3x Platinum!». BRIT Awards/Twitter. 23 de julho de 2021. Consultado em 23 de julho de 2021
  - Suíça: «Gold & Platinum » Certified Awards: Shakira - Hips Don't Lie» (em alemão). IFPI Schweiz. Consultado em 12 de outubro de 2012
  - Vendas mundiais: «Shakira to Release Special U.S. Edition of Her Hit Album She Wolf» (em inglês). NRJ Radio. Consultado em 22 de novembro de 2013
124. ↑  Zinc Media, Inc. «Alemanha, Áustria e Suíça: Shakira & Wyclef Jean » 'Hips Don't Lie'» (em inglês). Discogs. Consultado em 25 de maio de 2014
125. ↑  Zinc Media, Inc. «União Europeia: Shakira & Wyclef Jean » 'Hips Don't Lie'» (em inglês). Discogs. Consultado em 25 de maio de 2014
126. ↑  Zinc Media, Inc. «Austrália: Shakira & Wyclef Jean » 'Hips Don't Lie'» (em inglês). Discogs. Consultado em 25 de maio de 2014
127. ↑  Amazon Media, Inc. «Shakira & Wyclef Jean » 'Hips Don't Lie' - CD single» (em inglês). Amazon.com. Consultado em 25 de maio de 2014
128. ↑  Zinc Media, Inc. «Shakira & Wyclef Jean » 'Hips Don't Lie'» (em inglês). Discogs. Consultado em 6 de novembro de 2013

NotasA  - No Canadá, "Hips Don't Lie" foi premiado com dois discos de platina pelos downloads pagos e com um terceiro devido aos ringtones feitos no país. Nos Estados Unidos, o mesmo se repetiu, sendo que neste o single conseguiu três discos de platinas pelas vendas digitais e dois pelos ringtones, totalizando cinco platinas recebidas no país.